# 自転車創業
合資会社自転車創業（じてんしゃそうぎょう）は、2000年1月に設立されたゲームソフト開発会社。パソコン用ゲームの製作、販売をしている。代表者はかざみみかぜ。
同社はANOS（Advanced Movel Operation System）と呼ばれる独自のシステムを導入し、サウンドノベルを発展させゲーム性・世界観を重視した「アドバンスドノベル」というジャンルを提唱している。
また、かざみは別に同人サークル「自転車操業」を主宰しており、自転車創業のソフトウェアに関連した同人誌等を作成・頒布している。

## 作品リスト
- 2001年 空の浮動産
- 2002年 あの、素晴らしい　　をもう一度（Windows版）

1999年に満開製作所から発売された同名作品（X68000対応）のWindows移植版。
- 2003年 あの、素晴らしい　　をもう一度・復刻版（X68000版）
- 2004年 ロストカラーズ
- 2004年 空の浮動産 for X68000/Windows同梱版
- 2005年 こねかけのうどんぶつける祭りがノルウェーの北の村の漁村で〜（「ロストカラーズ」サウンドトラック＋ファンディスク）
- 2006年 そう、あたしたちはこんなにも理不尽な世界に生きているのだらよ
- 2007年 空の浮動産／再装版
- 2008年 そう、あたしたちはこんなにも理不尽な世界に生きているのだらよ3　※この世界で2の発売予定はありません。
- 2009年 ロードブラスター（同名の業務用レーザーディスクゲームのリメイク）
- 2009年 さんだら（「そう、あたしたちはこんなにも理不尽な世界に生きているのだらよ」・「そう、あたしたちはこんなにも理不尽な世界に生きているのだらよ3　※この世界で2の発売予定はありません。」サウンドトラック風ディスク）
- 2010年 サンダーストーム（同名の業務用レーザーディスクゲームの「完全」移植）
- 2010年 あの、素晴らしい　　をもう一度／再装版
- 2012年 ノベルゲームの枠組みを変えるノベルゲーム。
- 2013年 空の浮動産／圧縮版
- 2014年 あの、素晴らしい　　をもう一度／再装版 for iOS
- 2014年 空の浮動産／再装版 for iOS
- 2018年 星の欠片の物語、ひとかけら版（PS VR、発売：メディアスケープ）
- 2021年冬発売予定 星の欠片の物語。しかけ版（PS VR、発売：メディアスケープ）

## サービス
- 2013年 対面電書

電子書籍頒布サイト。発行者は同人誌即売会などでシリアル番号を印刷したカード等を頒布し、購入者は対面電書のサイトから電子書籍をダウンロード出来る。
一般的なアップローダーとは異なり、発行者がタイトル毎に、ダウンロード可能回数・有効期限を指定された中から決められる。
対応ファイル形式はPDFの他、ZIP形式を扱える。